# Франкфорт (Кентукки)
Фра́нкфорт (англ. Frankfort) — город, расположенный в округе Франклин (штат Кентукки, США) с населением в 25 527 человек (2010). Является административным центром штата Кентукки и окружным центром округа Франклин.

## История
Считается, что Франкфорт получил своё название в ходе событий, имевших место в 1780-х годах. Индейцы напали на группу белых колонистов, переходивших брод на реке Кентукки. Нападение было отбито, но один из первопроходцев, Стивен Франк, погиб. В честь него место было названо «Франков брод» (англ Frank’s Ford). Позднее название сократили до Франкфорта.

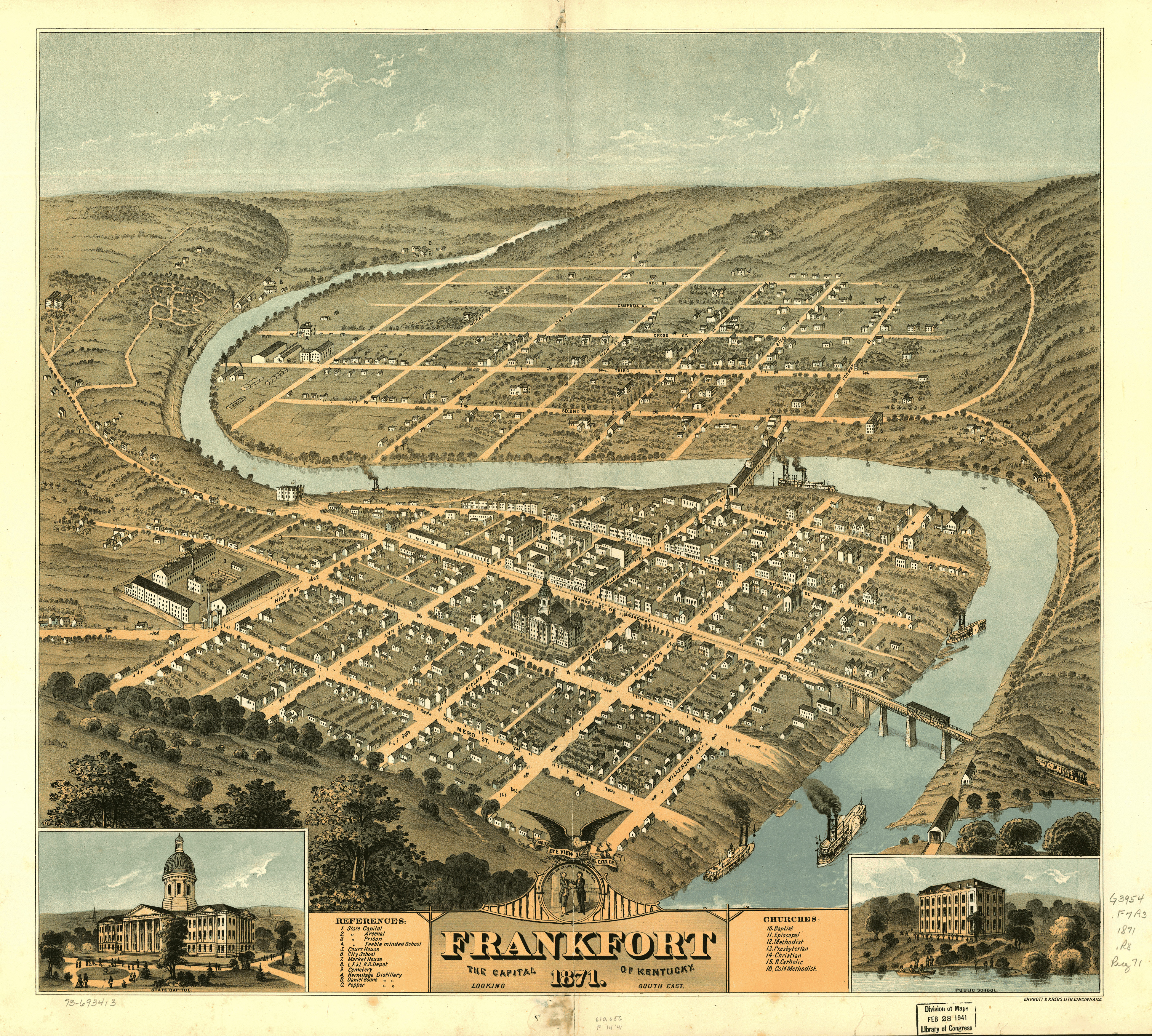
Франкфорт, 1871 год

В 1786 году Джеймс Уилкинсон (известный военный и политический деятель тех лет, по совместительству испанский агент) приобрел 260 акров земли на северной стороне реки Кентукки, сегодня этот участок является деловым центром города. Уилкинсон был главным лоббистом Франкфорта при выборе столицы Кентукки, которой город стал в июне 1792 года.
В годы гражданской войны Франкфорт некоторое время находился в руках южан. В октябре 1862 года, во время церемонии вступления в должность Ричарда Хоуса, второго конфедератского губернатора Кентукки (первый, Джордж Джонсон, погиб при Шайло), город был внезапно атакован превосходящими силами северян, вынудившими южан отступить. До конца войны Франкфорт оставался под контролем Севера. Для защиты города в 1863 году был построен Форт-Хилл.
В 1960-х Франкфорт пережил короткий период роста, в городе было построено несколько современных офисных и общественных зданий, но с середины 1970-х он вернулся к своему обычному тихому и спокойному существованию.

## География и климат
Франкфорт расположен в долине реки Кентукки, делающей в городской черте S-образный изгиб и разделяющей город на две примерно равные части.
Город лежит на северной границе зоны субтропического океанического климата, с жарким, дождливым летом и прохладной зимой.
| Показатель                    | Янв.  | Фев.  | Март  | Апр. | Май  | Июнь | Июль | Авг. | Сен. | Окт. | Нояб. | Дек.  | Год   |
| ----------------------------- | ----- | ----- | ----- | ---- | ---- | ---- | ---- | ---- | ---- | ---- | ----- | ----- | ----- |
| Абсолютный максимум, °C       | 26,7  | 26,7  | 31,1  | 35,0 | 37,2 | 41,1 | 43,9 | 40,6 | 41,1 | 36,7 | 28,9  | 25,6  | 43,9  |
| Средний суточный максимум, °C | 5,4   | 7,9   | 13,3  | 19,4 | 24,2 | 28,6 | 30,5 | 30,3 | 26,4 | 20,2 | 13,6  | 6,9   | 18,9  |
| Средняя температура, °C       | 0,3   | 2,4   | 7,2   | 12,9 | 17,7 | 22,6 | 24,6 | 24,0 | 19,8 | 13,6 | 7,8   | 1,8   | 12,9  |
| Средний суточный минимум, °C  | −4,8  | −3    | 1,0   | 6,3  | 11,3 | 16,5 | 18,7 | 17,7 | 13,2 | 6,9  | 2,1   | −3,2  | 6,9   |
| Абсолютный минимум, °C        | −32,8 | −26,7 | −19,4 | −8,9 | −2,8 | 2,2  | 8,9  | 5,0  | −1,1 | −6,7 | −18,3 | −27,2 | −32,8 |
| Норма осадков, мм             | 83    | 84    | 111   | 94   | 123  | 104  | 112  | 85   | 85   | 82   | 95    | 102   | 1160  |
| Источник: «Погода и Климат»   |       |       |       |      |      |      |      |      |      |      |       |       |       |

## Население
| Год переписи | Нас.  |  | %±    |
| ------------ | ----- |  | ----- |
| 1800         | 628   |  | —     |
| 1810         | 1099  |  | 75%   |
| 1820         | 1679  |  | 52,8% |
| 1830         | 1682  |  | 0,2%  |
| 1840         | 1917  |  | 14%   |
| 1850         | 3308  |  | 72,6% |
| 1860         | 3702  |  | 11,9% |
| 1870         | 5396  |  | 45,8% |
| 1880         | 6958  |  | 28,9% |
| 1890         | 7892  |  | 13,4% |
| 1900         | 9487  |  | 20,2% |
| 1910         | 10465 |  | 10,3% |
| 1920         | 9805  |  | −6,3% |
| 1930         | 11626 |  | 18,6% |
| 1940         | 11492 |  | −1,2% |
| 1950         | 11916 |  | 3,7%  |
| 1960         | 18365 |  | 54,1% |
| 1970         | 21902 |  | 19,3% |
| 1980         | 25973 |  | 18,6% |
| 1990         | 25968 |  | 0%    |
| 2000         | 27741 |  | 6,8%  |
| 2010         | 25527 |  | −8%   |

По данным переписи населения 2010 года в городе проживало 25 527 человек, 6 053 семьи, насчитывалось 11 140 домашних хозяйств.
Расовый состав населения:
- белые — 75,6 %
- афроамериканцы — 16,5 %
- латиноамериканцы — 1,5 %
- азиаты — 1,4 %

Среднегодовой доход на душу населения в 2010 году составлял 22 299 долларов США. Средний возраст горожан — 36,7 года (отток молодёжи в крупные города является для Франкфорта серьёзной проблемой). Уровень преступности в 1,3 раза выше среднеамериканского и в 2,1 раза выше среднего по Кентукки.

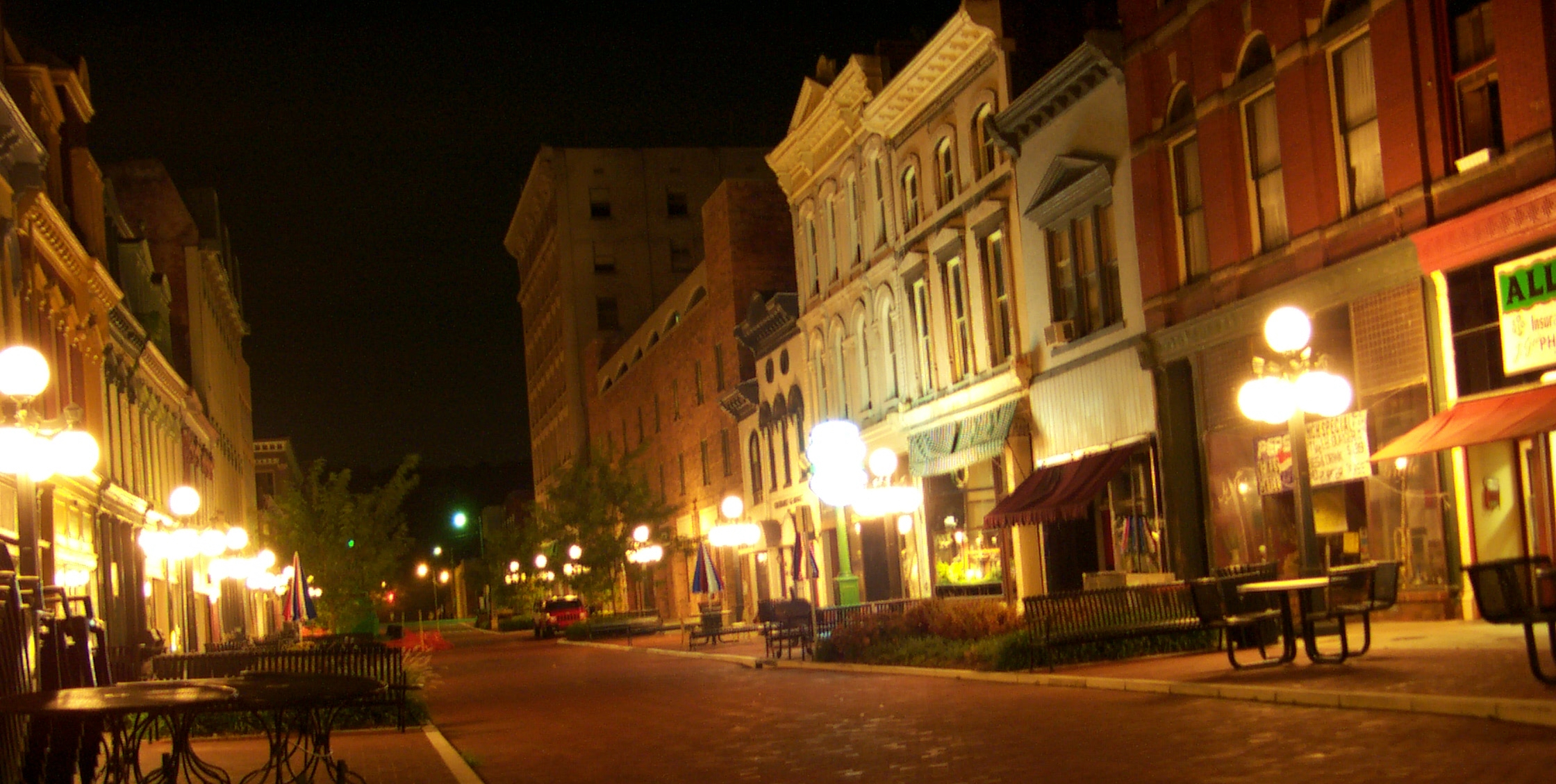
Центр города ночью

## Экономика и транспорт

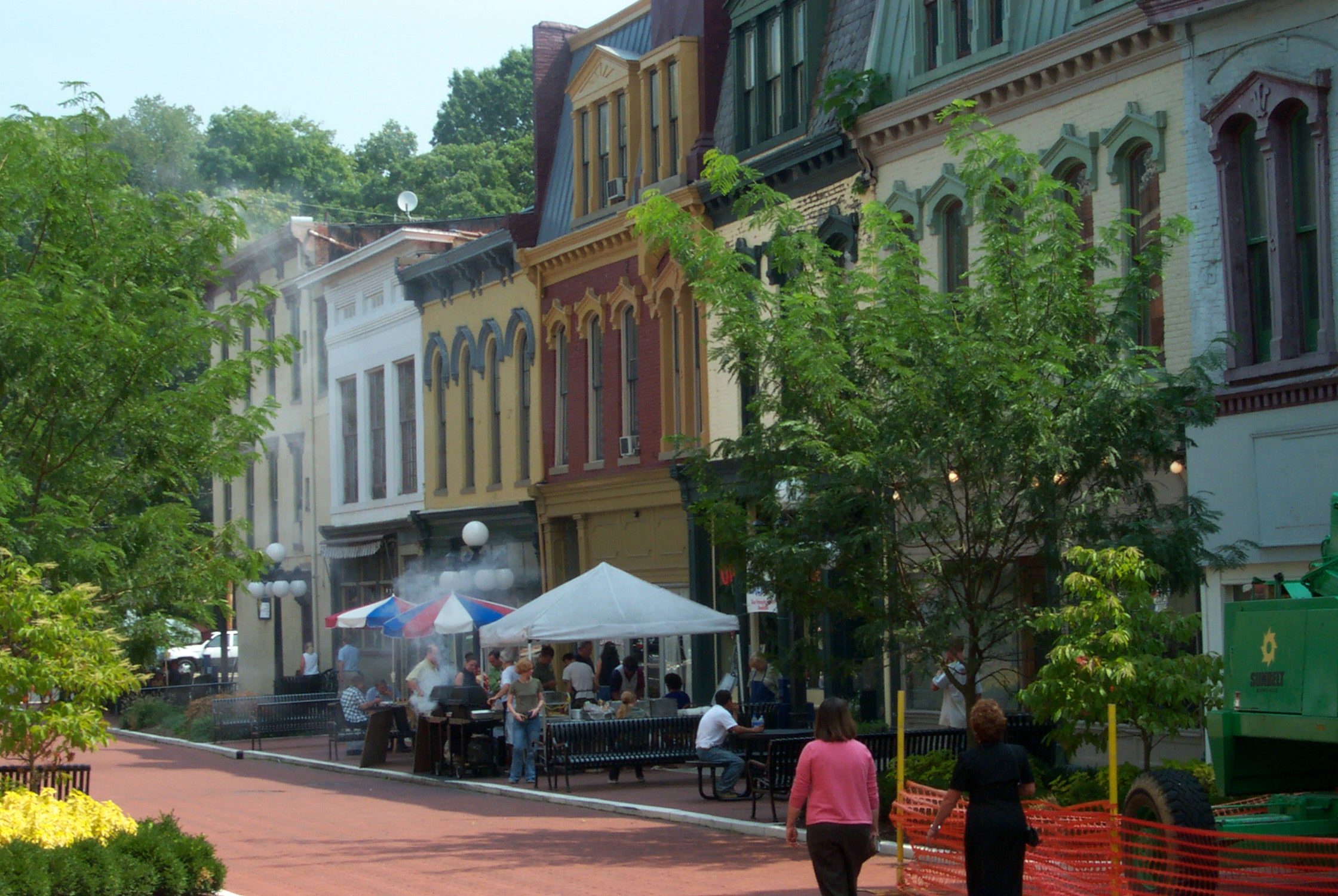
Центр города днём

Как и в большинстве небольших столиц штатов, основой экономики Франкфорта является государственный сектор. Органы государственного управления различных уровней, а также принадлежащие им учреждения образования и здравоохранения создают более 2/3 рабочих мест города. Основу частного сектора составляют предприятия розничной торговли и сферы обслуживания. В городе и его окрестностях расположено несколько винокурен, производящих знаменитый бурбон.
Во Франкфорте отсутствует аэропорт, для воздушных путешествий горожане используют аэропорты Лексингтона (IATA: LEX, ICAO: KLEX), Цинциннати (IATA: CVG, ICAO: KCVG) и Луисвилла (IATA: SDF, ICAO: KSDF).
Через Франкфорт проходят межштатное шоссе I-64 и скоростная дорога US 60. Общественный транспорт представлен 3 автобусными маршрутами под управлением организации Frankfort Transit (понедельник — пятница с 06:45 до 18:30, суббота — с 09:00 до 14:30).

## Известные жители
- Уильям Вирт Адамс — бригадный генерал армии Конфедерации
- Мисс Элизабет — американская рестлерша и менеджер в реслинге
- Джон Маршалл Харлан — юрист
- Пол Сойер — художник-импрессионист
- Джордж Грем Вест — сенатор от штата Миссури
- Джордж Костелло Вулф — режиссёр
- Уилл Чейз — актёр и певец